# Любомир Милетич (нос)
Носът Любомир Милетич (на английски: ’’Miletich Point’’) е скалист морски нос от западната страна на входа в залива Хасково на северния бряг на остров Гринуич. Разположен 800 m северно от най-високата точка на връх Кръч, 200 m югоизточно от остров Кабиле, 1,55 km на изток-югоизток от нос Павликени и 2,1 km западно от Априлов нос. Част от свободната от лед площ от 315 ха на северното крайбрежие на остров Гринуич от нос Милетич на изток до нос Дъф на запад.
Координатите му са: 62°26′45.7″ ю. ш. 59°56′12″ з. д. / 62.446028° ю. ш. 59.936667° з. д..
Наименуван е на българския лингвист, етнограф и историк Любомир Милетич (1863 – 1937). Името е официално дадено на 23 ноември 2009 г. Обнародвано е с указ на Президента на Република България от 31 май 2016 г.
Британско картографиране от 1968 г., чилийско от 1971 г., аржентинско от 1980 г., българско от 2005 г., 2009 г. и 2010 г.

## Карти
- L.L. Ivanov et al, Antarctica: Livingston Island, South Shetland Islands (from English Strait to Morton Strait, with illustrations and ice-cover distribution), 1:100000 scale topographic map, Antarctic Place-names Commission of Bulgaria, Sofia, 2005
- Л. Иванов. Антарктика: Остров Ливингстън и острови Гринуич, Робърт, Сноу и Смит. Топографска карта в мащаб 1:120000. Троян: Фондация Манфред Вьорнер, 2009. ISBN 978-954-92032-4-0